# 僕は屈しない
僕は屈しない（ぼくはくっしない、原題: 地厚天高、英語: Lost in the fumes）は、2017年11月に香港で初上映された香港のドキュメンタリー映画である。本作品の監督は新進気鋭のノーラ・ラム（林子穎）であり、本土派の政治家である梁天琦の心情の変化を描いている。テーマが政治的に敏感であるため、主要な映画館では上映することができなかった。
2019年-2020年香港民主化デモでは、『地厚天高』は何度もコミュニティで上映され、広く注目を集めた。同年11月には、米国のタイム誌が梁天琦を「次世代の100人」の1人に選んだ。タイム誌は本作品を、デモ参加者が必ず見るべき政治ドキュメンタリーと評している。

## 受賞歴
本作品は第24回香港電影評論学会大賞で年間推薦映画の一つに選ばれた。また、2018年の台湾国際ドキュメンタリー映画祭では、華人ドキュメンタリー賞の審査員特別賞を受賞した。

## 関連リンク
- 2016年香港旺角騒乱
- 2016年香港立法會新界東地方選挙区補欠選挙
- 2016年香港立法会選挙